# Référendum constitutionnel ouzbek de 2023
Le référendum constitutionnel ouzbek de 2023 a lieu le 30 avril 2023  afin de permettre à la population de l'Ouzbékistan de se prononcer sur plusieurs modifications de la constitution de 1992 et permettre notamment au président sortant d'effectuer deux nouveaux septennats.
Le processus de révision est fortement retardé par l'éclatement début juillet 2022 de manifestations de grande ampleur au Karakalpakstan, dont l'autonomie est remise en cause par le texte initial. Bien que rapidement réprimé, le soulèvement populaire force le gouvernement à abandonner la révision des articles concernant cette république autonome.
Porté par le président Shavkat Mirziyoyev, le projet vise notamment à étendre à sept ans le mandat présidentiel et à lui permettre de contourner la limite à deux mandats. La nouvelle constitution renforce par ailleurs considérablement les principes liés à l'État de droit.
La révision est approuvée à une très large majorité d'un peu plus de 90 % des votes valides, et le résultat est validé par un taux de participation similaire, bien au dessus du quorum de 50 % exigé.

## Contexte

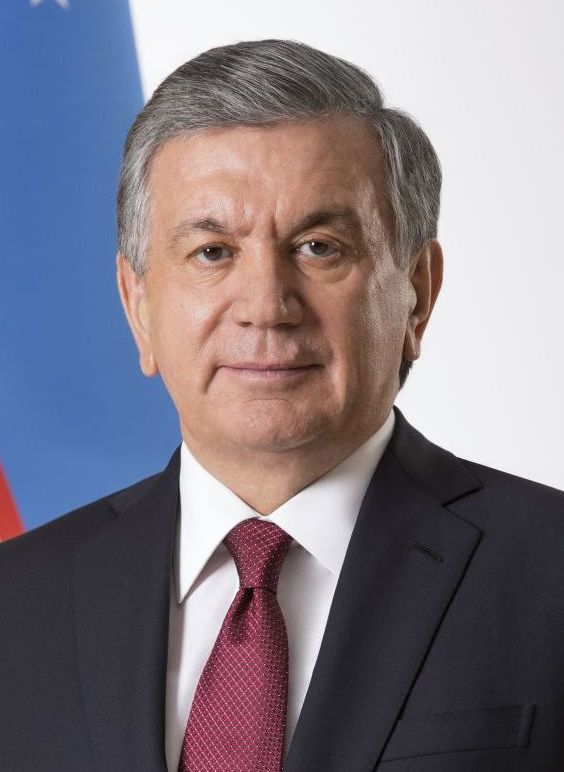
Shavkat Mirziyoyev.

Élu président en 2016 après treize années en tant que Premier ministre de son prédécesseur, Islam Karimov, le président Shavkat Mirziyoyev est réélu en 2021 dans le cadre d'un régime autoritaire non démocratique où l'ensemble des opposants reconnus sont des candidats fantoches,,. La liberté d'information des médias en matière de politique est sévèrement restreinte, et le pouvoir en place a largement recours à des procédés de fraude électorale tels que le bourrage d'urnes et les faux votes par procuration. Le mandat du président de la république d'Ouzbékistan est alors de cinq ans, renouvelable une seule fois de manière consécutive. Après ces deux mandats consécutifs, Mirziyoyev doit théoriquement quitter le pouvoir en 2026,.
Fin juin 2022, Mirziyoyev présente un projet de révision de la constitution ouzbèke comportant plus de 170 amendements, dont le passage du quinquennat au septennat, ainsi que la suppression de la limitation du nombre de mandats présidentiels. Le projet comporte également la suppression de la mention de la République autonome du Karakalpakstan comme d'une entité « souveraine » et de son droit à la sécession par référendum. Un amendement interdit par ailleurs à la constitution du Karakalpakstan de contredire celle de l'Ouzbékistan, supprimant de fait la large autonomie dont bénéficie la république autonome,,.

Le Karakalpakstan (en rouge) au sein de l'Ouzbékistan.

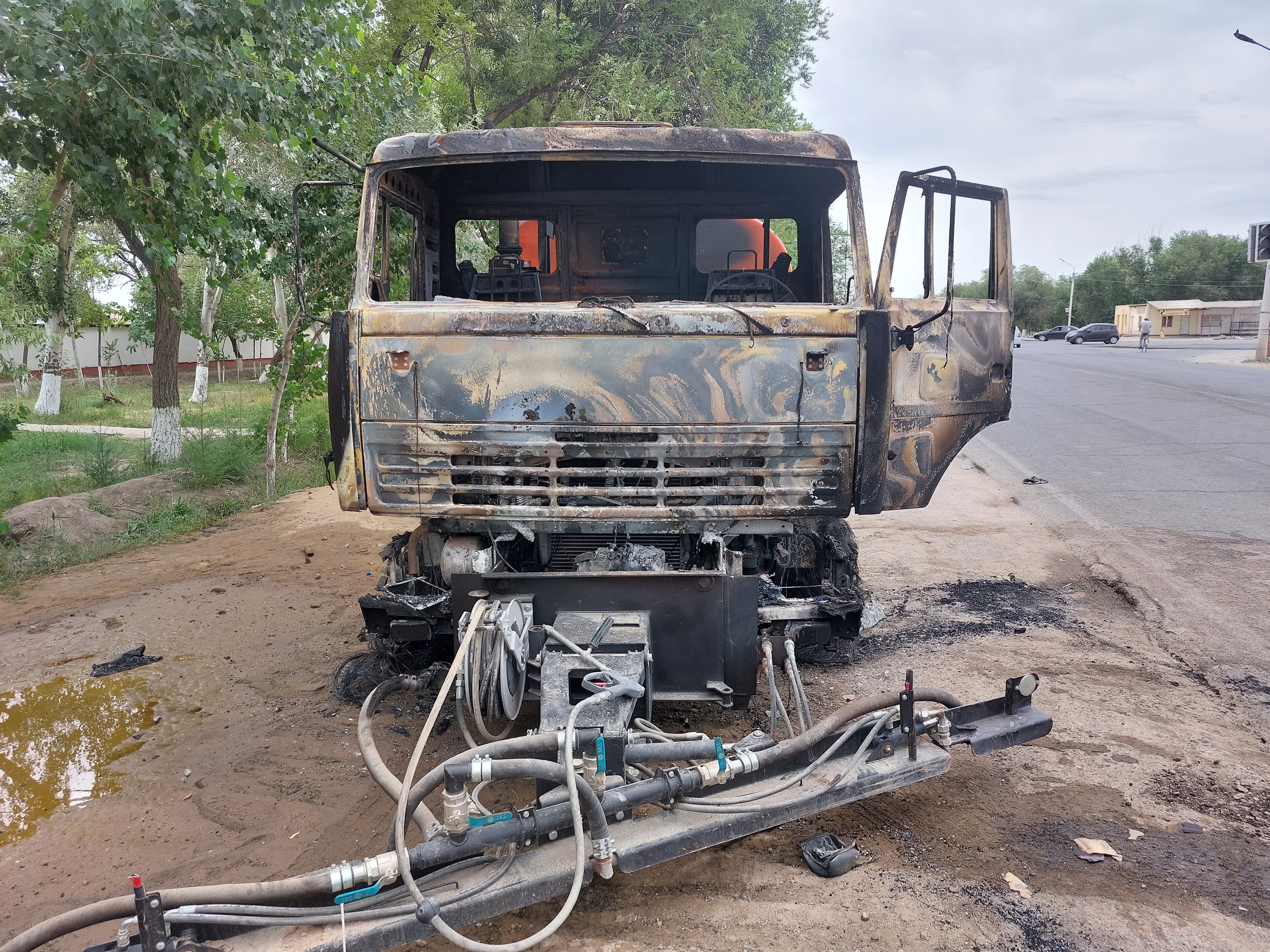
Véhicule incendié dans les rues de la capitale du Karakalpakstan, Noukous, le 3 juillet 2022.

Le projet provoque de violentes manifestations au Karakalpakstan le 1er juillet 2022, dont notamment dans sa capitale, Noukous. L'ampleur du mouvement populaire prend de court le président, qui annonce dès le lendemain le retrait du projet puis, face à la recrudescence des manifestations, l'instauration de l'état d'urgence tandis que l'accès à internet est coupé dans tout le pays. La répression des manifestations fait officiellement 21 morts, sans qu'un décompte plus avancé ne soit connu,. Le soulèvement karakalpake intervient dans  un contexte plus large d'extrême pauvreté de la région, aggravé par les conséquences économiques et sanitaires de l'assèchement catastrophique de la mer d'Aral au cours des décennies précédentes.
Une fois la situation de nouveau sous contrôle, le gouvernement procède discrètement à la poursuite des débats publics sur son projet de révision constitutionnelle, tout en ne revenant pas sur l'abandon des modifications concernant la république autonome. La constitution impose qu'une révision soit votée à la majorité qualifiée des deux tiers du total des membres de la Chambre législative et du Sénat, ou soumise à référendum. Le 10 mars 2023, la version finale du projet est votée par les deux chambres du parlement, l'Oliy Majlis, à la quasi-unanimité. Les parlementaires décident néanmoins de soumettre le texte à un référendum, dont ils fixent la date d’organisation au 30 avril suivant. Une période de vote anticipé est ouverte du 19 au 26 avril. 
Pour valider la révision constitutionnelle, la loi en vigueur sur l'organisation des référendums requiert que celle ci obtienne la majorité absolue des suffrages exprimés en sa faveur, à laquelle doit se cumuler un taux de participation supérieur au quorum de 50 % du total des inscrits sur les listes électorales

## Contenu

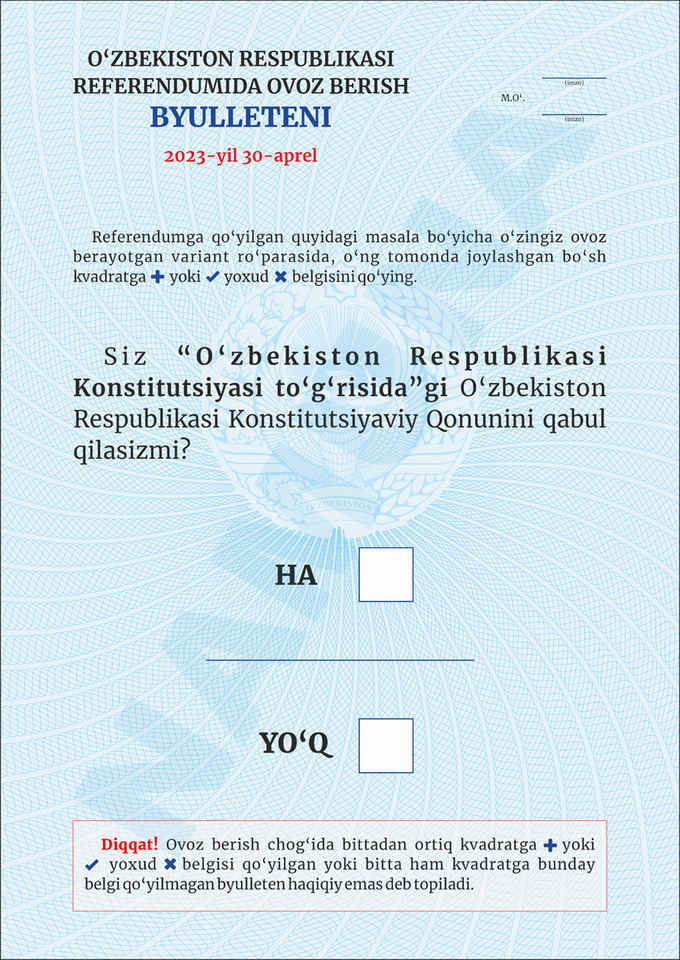
Bulletin de vote utilisé

La version finale propose à nouveau le passage au septennat présidentiel, mais revient sur la suppression de la limitation à deux mandats, qui est finalement conservée. Le projet comporte cependant la mention explicite du droit des personnes déjà au pouvoir à se présenter « quel que soit le nombre de mandats consécutifs déjà exercés », permettant ainsi à Shavkat Mirziyoyev de se maintenir théoriquement au pouvoir jusqu'en 2040, si tant est qu'une nouvelle révision de la constitution n'est pas entreprise d'ici là,,.
Le projet est présenté par le pouvoir comme un renforcement des garanties couvrant les droits et libertés individuelles fondamentales, ainsi que l'établissement d'un « État souverain, démocratique, juridique, social et laïque. » s’engageant notamment à protéger l'environnement. Au total, le texte de la constitution est modifié à 65 %, et passe de 128 à 155 articles, dont une majeure partie concernent les droits et libertés des citoyens. Le gouvernement cherche par ailleurs à instaurer un climat économique favorable aux investisseurs étrangers en garantissant la propriété privée et une « concurrence équitable », ainsi qu'en uniformisant le système juridique.
Si le nouveau texte profite au président Mirziyoyev, il est néanmoins remarqué pour son amélioration considérable de l'État de droit qui rapproche la loi fondamentale ouzbèke de celle d'une démocratie libérale. Là où les précédentes constitution était construite de manière à renforcer principalement l'état et ses institutions, la nouvelle constitution se concentre sur les droits et libertés fondamentales des citoyens. Sont ainsi introduits ou consolidés le droit au respect de la vie privée, la présomption d'innocence, le droit au silence et à ne pas s'auto-incriminer, le droit à ne pas être placé en garde à vue plus de 48h sans mise en examen par un juge, le droit à un avocat, ainsi que le droit à ne pas être condamné sur la base d'une seule confession. 

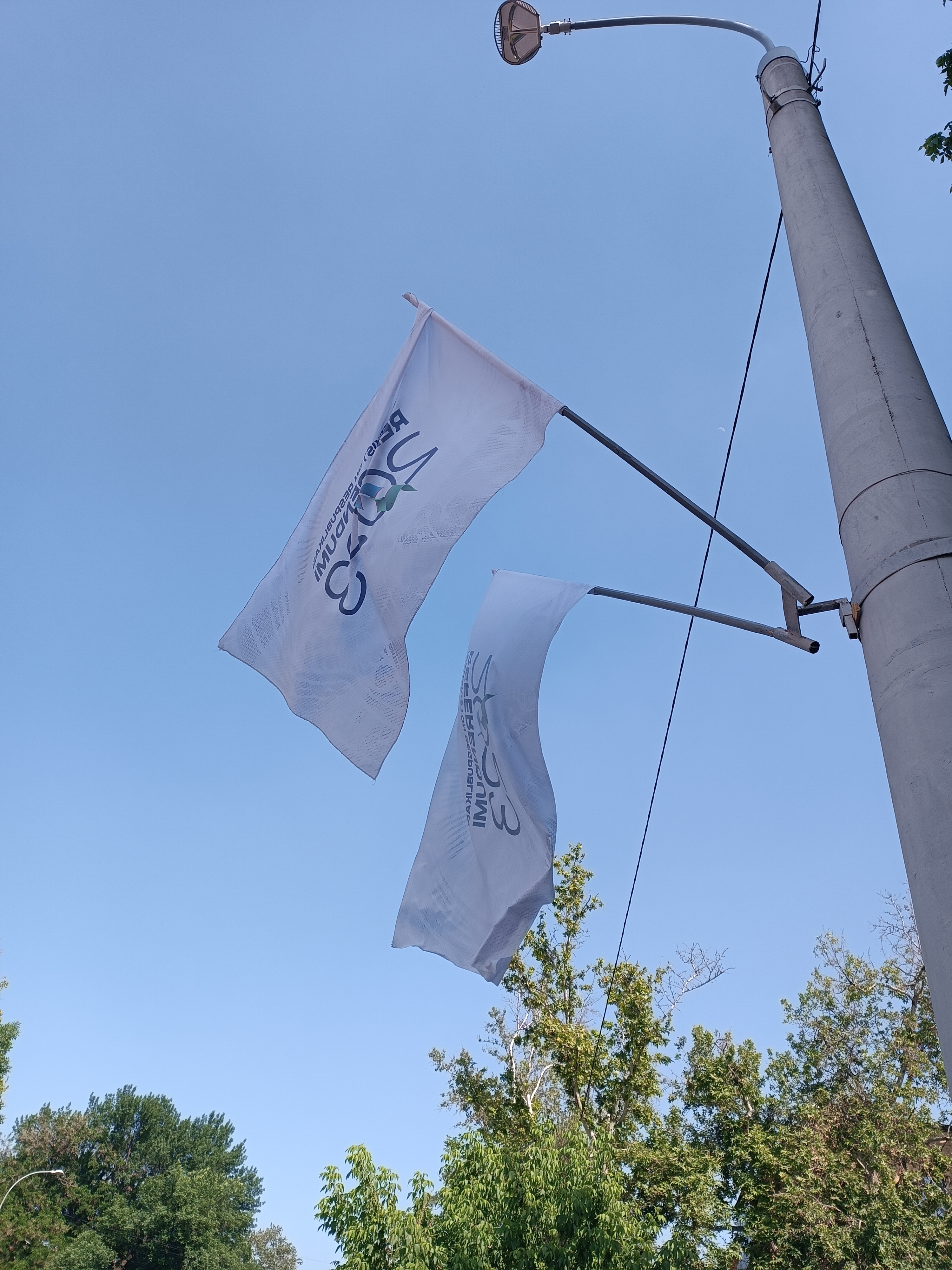
Drapeaux promouvant la tenue du référendum

La constitution triple les garanties sociales auxquelles l'état doit se tenir, telles que le droit au logement, à l'emploi, au soin et à l'éducation gratuite et obligatoire. Des protections contre les discriminations à l'encontre des mères et des handicapés sont également ajoutées, de même que sont renforcés des principes tels que l'égalité des sexes et la liberté de religion. La révision inscrit dans la constitution l'abolition de la peine de mort, jusque là abolie depuis 2008 par simple décret présidentiel,.
Outre ces changements, la révision constitutionnelle renforce les pouvoirs du parlement bicaméral, l'Oliy Majlis au profit d'une plus grande séparation des pouvoirs, contrebalançant ceux du président de la république.  Nommés par ce dernier, le Premier ministre et son gouvernement sont désormais soumis à un vote de confiance de la Chambre législative, ainsi qu'à des audits réguliers sur les questions économiques et sociales. Le Sénat acquiert quant à lui le pouvoir de soumettre à son approbation les nominations par le président du procureur général et des membres de la Cour des comptes. Surtout, il désigne désormais directement les membres de la Cour constitutionnelle, de la Cour suprême, du Conseil judiciaire suprême, ainsi que les directeurs des agences gouvernementales de lutte contre la corruption et les monopoles commerciaux. Au niveau des collectivités territoriales, les pouvoirs des régions et municipalités sont clarifiés et consolidés au détriment du pouvoir central.
La révision introduit également un système électoral mixte pour la Chambre législative, avec une moitié des sièges pourvus au scrutin uninominal majoritaire à deux tours et l'autre moitié au scrutin proportionnel plurinominal, au lieu de la totalité au scrutin majoritaire. Le nombre de sièges au Sénat, pourvus au suffrage indirect, passe quant à lui de 100 à 65.

## Résultat
| Choix                   | Votes      | %      |
| ----------------------- | ---------- | ------ |
| Pour                    | 15 034 608 | 90,61  |
| Contre                  | 1 558 817  | 9,39   |
|                         |            |        |
| Votes valides           | 16 593 425 | 99,56  |
| Votes blancs et nuls    | 73 672     | 0,44   |
| Total                   | 16 667 097 | 100    |
| Abstention              | 3 055 712  | 18,61  |
| Inscrits/Participation  | 19 722 809 | 84,51  |
| Quorum de participation | ✔ 50 %     | ✔ 50 % |

## Conséquences

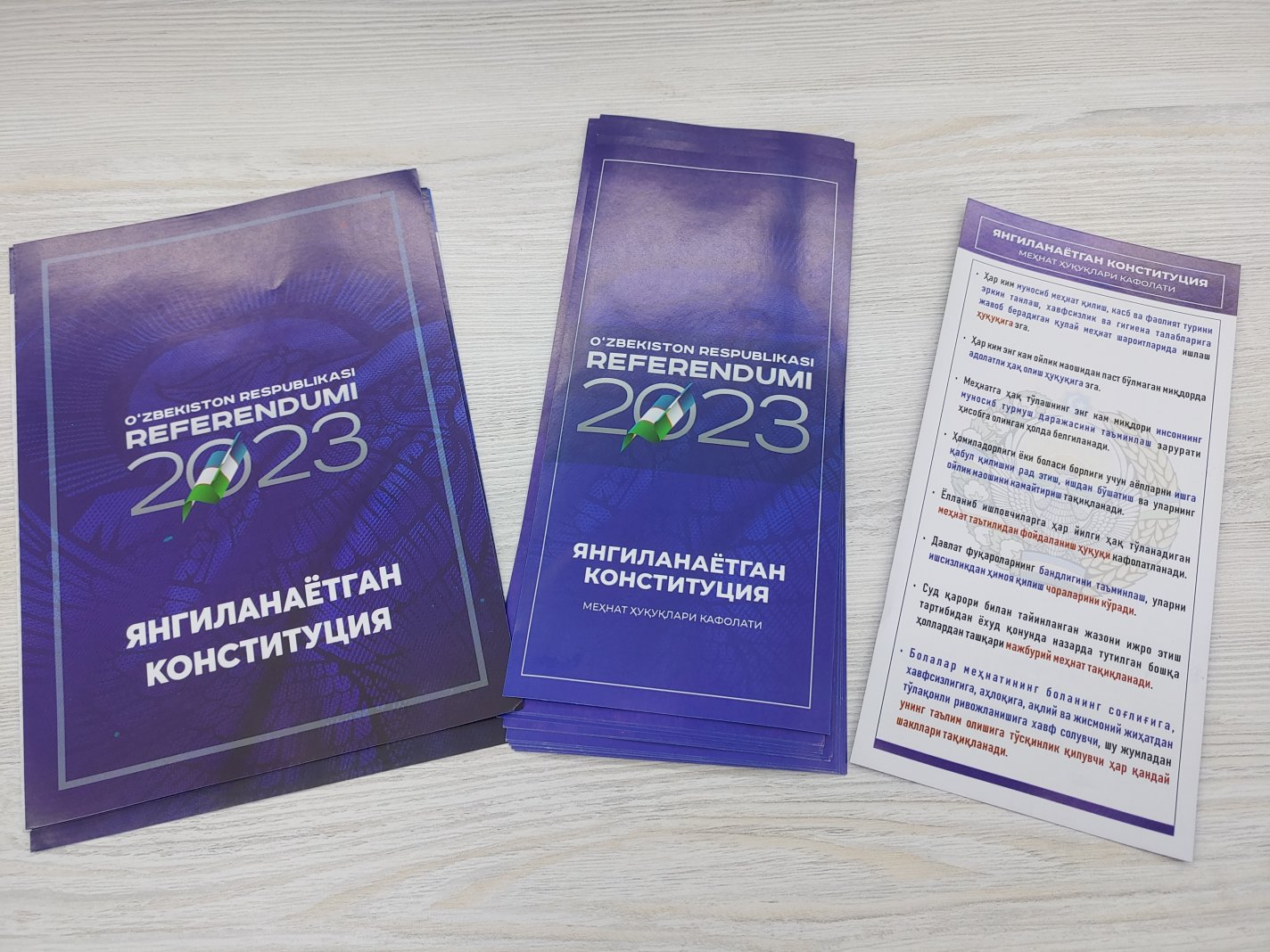
Feuillet informatif distribué

La proposition de révision de la constitution est approuvée à une écrasante majorité, plus de neuf votes sur dix s'étant effectué en faveur. Le résultat intervient sans surprises, la campagne référendaire ayant eu lieu via des médias intégralement sous contrôle du gouvernement, avec la mobilisation de stars locales du cinéma ou du sport ainsi que de la plupart des fonctionnaires. Le pouvoir obtient ainsi le « soutien massif » espéré envers ses réformes pour légitimer la poursuite de son régime autoritaire sous la façade d'un « Nouvel Ouzbékistan ». Autorisé à rester au pouvoir jusqu'en 2040, Shavkat Mirziyoyev sort grand bénéficiaire de la consultation populaire,,.
Les observateurs internationaux du Bureau des institutions démocratiques et des droits de l'homme, organe de l'OSCE, jugent positifs les changements votés mais soulignent l'absence de véritable pluralisme et de compétition lors de la campagne référendaire, les droits fondamentaux n'étant toujours pas respectés,.
Le 6 mai suivant, Shavkat Mirziyoyev fait voter une loi l'autorisant à convoquer les scrutins présidentiels, législatifs et sénatoriaux de manière anticipée. Trois jours plus tard, il convoque une élection présidentielle anticipée pour le 9 juillet, qu'il justifie par les changements apportés à la balance des pouvoirs, et appelle la population à lui fournir un mandat renouvelé pour appliquer les réformes politiques, sociales et économiques prévues dans la nouvelle constitution.